# Общество Эбелла
Общество Эбелла (англ. Ebell Society) — женский клуб с первым отделением в Окленде, Калифорния, США. Он был основан в 1876 году и первоначально назывался Международной академией улучшения положения женщин (англ. International Academy for the Advancement of Women). Целью клуба было продвижение женщин в культурной, производственной и интеллектуальной деятельности.
После ранней смерти деятеля феминизма Адриана Джона Эбелла в 1877 году в возрасте 37 лет Международная академия улучшения положения женщин переименовала свой клуб в его честь. Другие отделения были сформированы также в Калифорнии.
С 1907 по 1959 год у Оклендского отделения был клубный дом, построенный в стиле эпохи Тюдоров, расположенный на Харрисон-стрит, 1440. Это здание сгорело в 1959 году.
Первоначальное отделение в Окленде распалось в 2011 году.

## Галерея

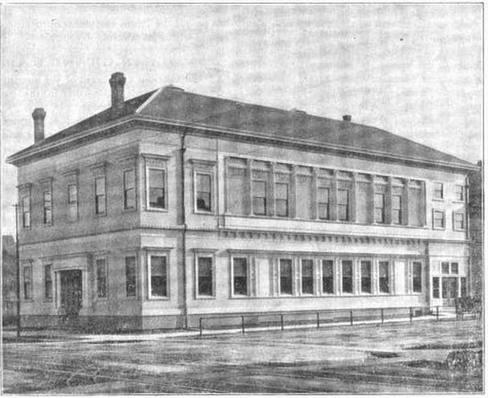
Первоначальный клуб общества Эбелла 1896 года в Окленде, Калифорния
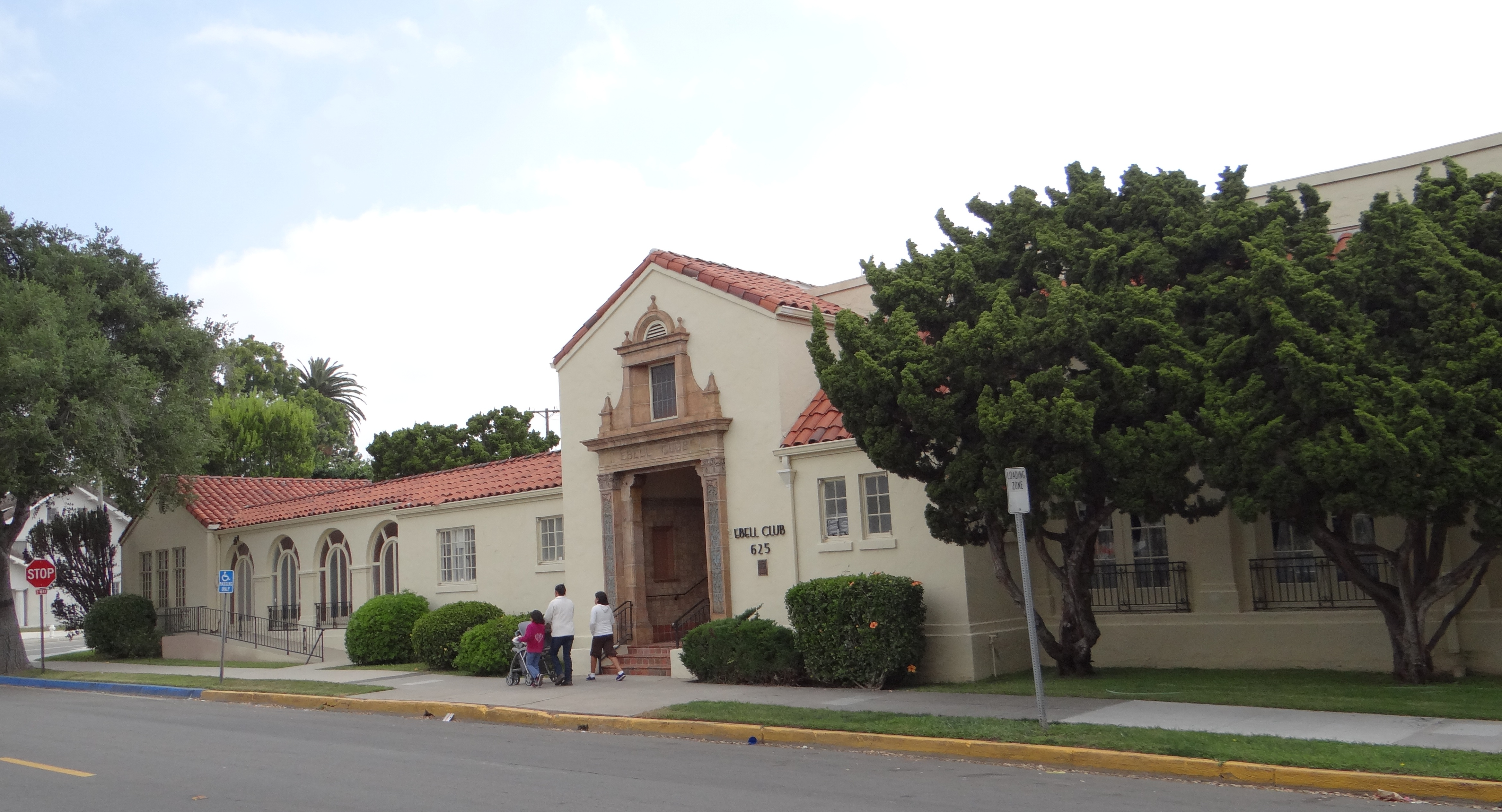
Здание общества Эбелла в Санта-Ана, Калифорния
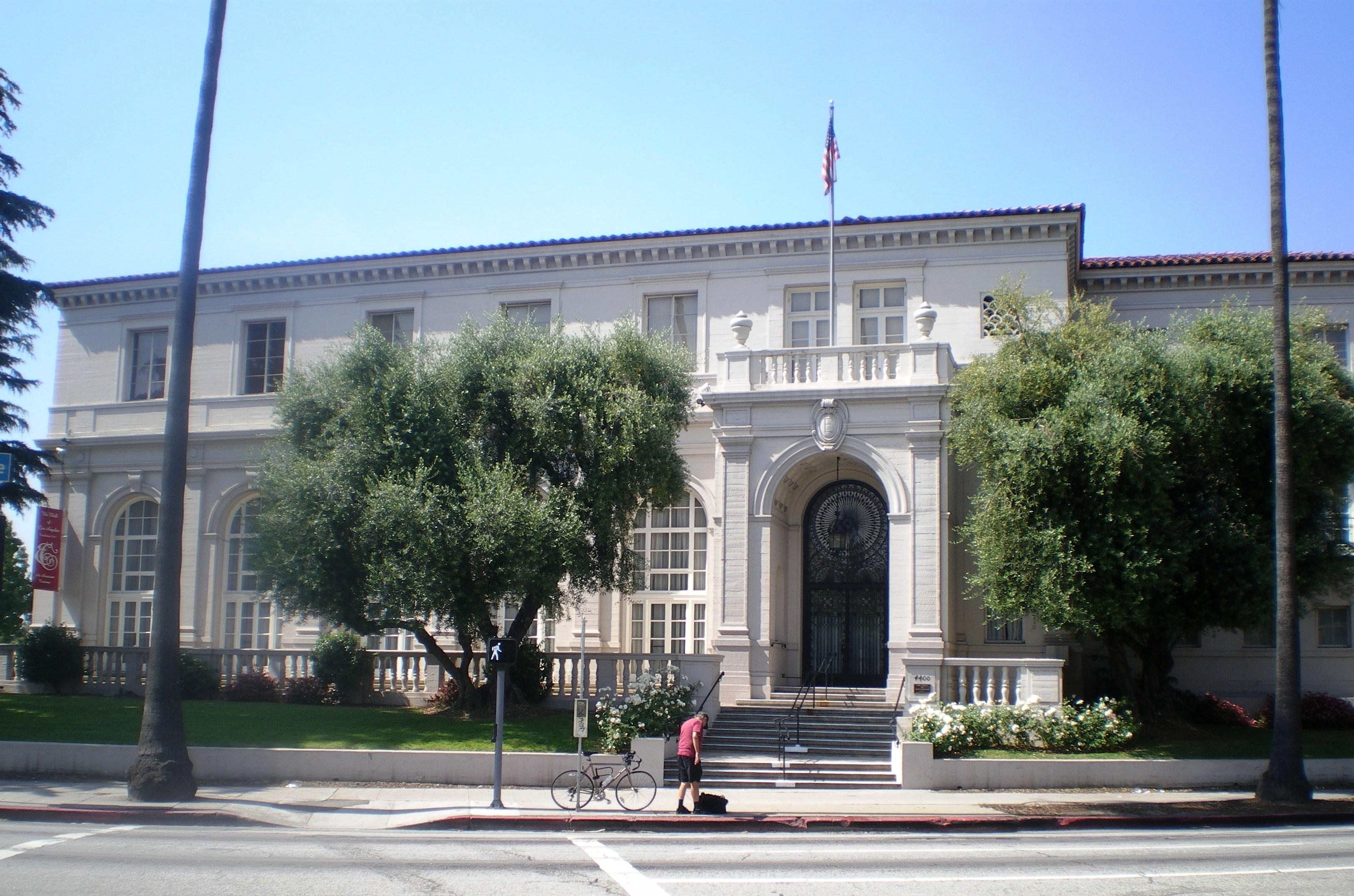
Здание общества Эбелла в Лос-Анджелесе